# Chiesa di San Michele (Ghilarza)
La chiesa di San Michele è una chiesa campestre ubicata in territorio di Ghilarza - centro abitato della Sardegna centrale - da cui dista circa cinque chilometri; Consacrata al culto cattolico, appartiene all'arcidiocesi di Oristano.
La fabbrica attuale, risalente alla fine del diciassettesimo secolo, sorge sulle rovine della chiesa bizantina di Sant Miguel di Urri. Nonostante più volte rimaneggiata conserva i tratti dell'impianto settecentesco.

La chiesa, circondata da numerose casupole chiamate muristenes o cumbessias dove alloggiano i noveranti, è sede di preghiera e vita comunitaria durante la novena di san Michele che si svolge tutti gli anni nei primi giorni di maggio.

## Galleria d'immagini

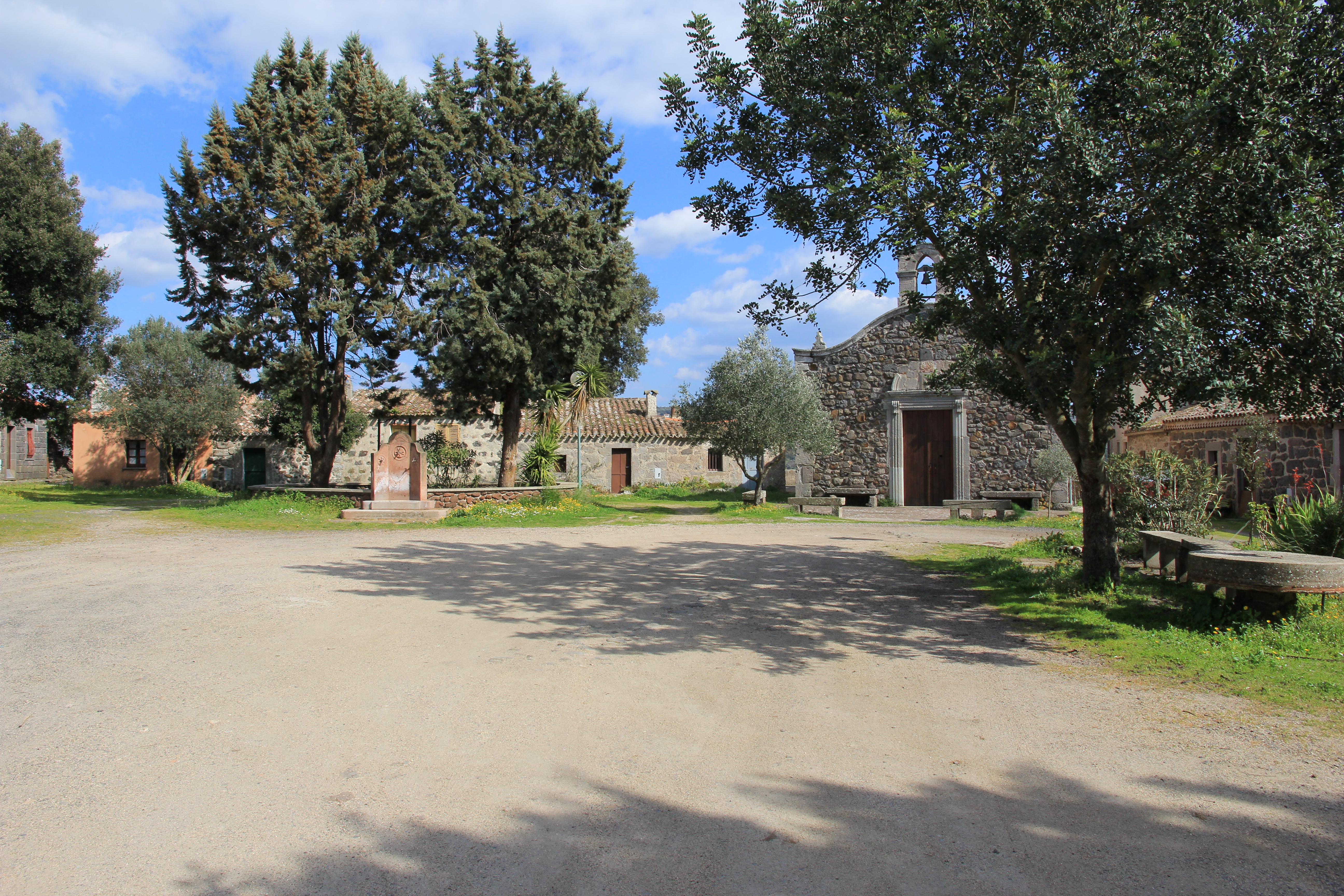
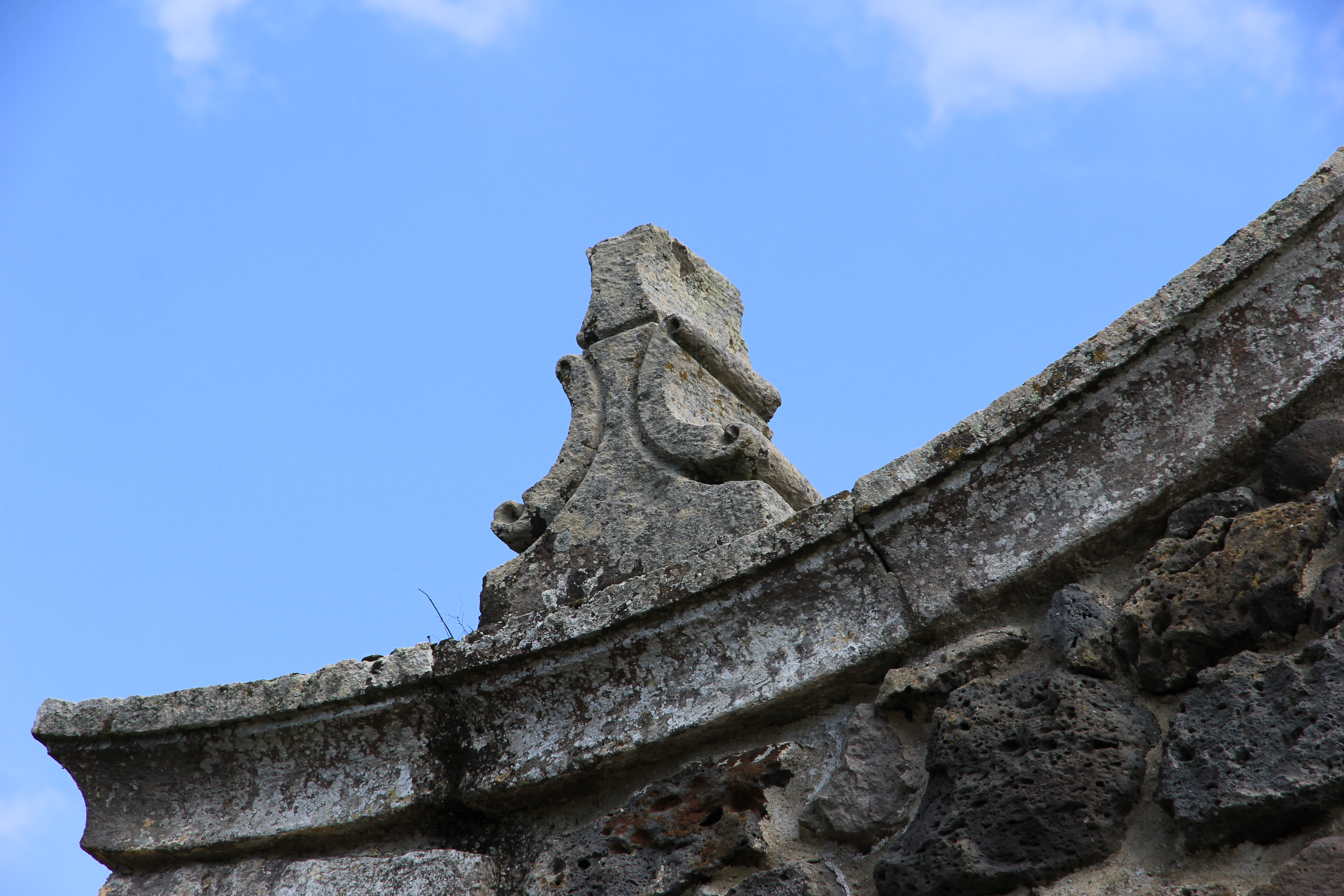
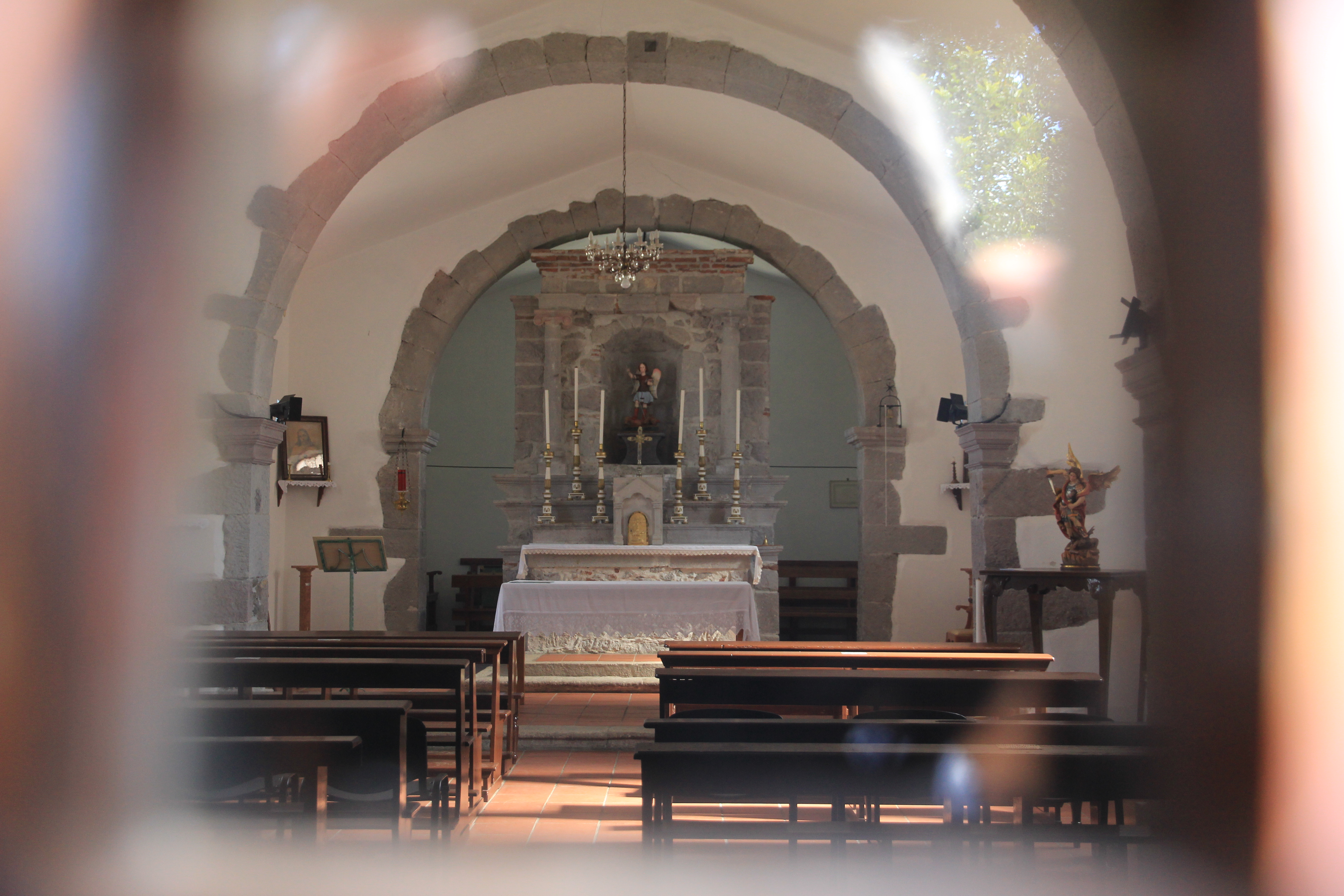
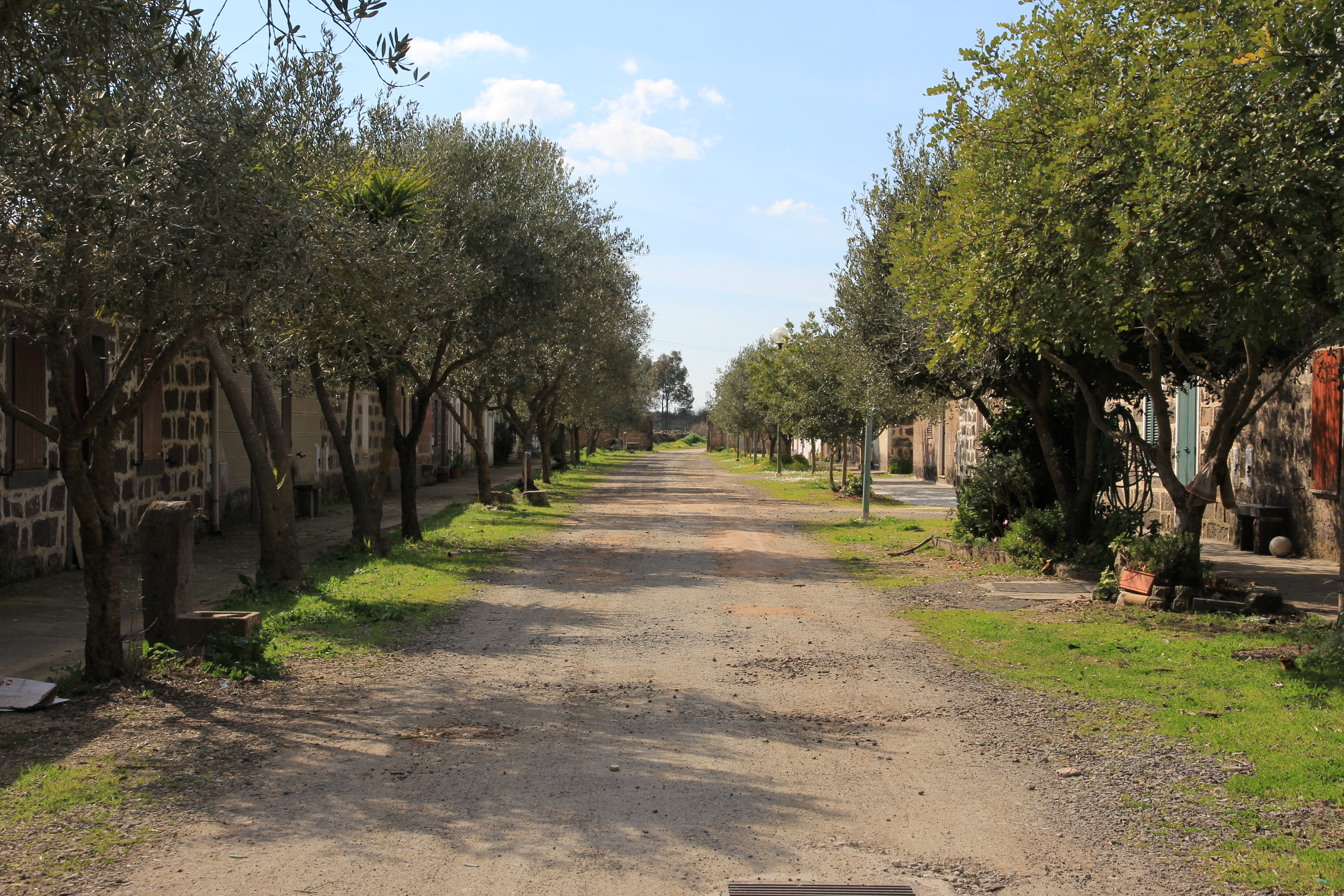